# Nilvange
Nilvange est une commune française située dans le département de la Moselle, en région Grand Est.

## Géographie

### Localisation
Nilvange est une commune située dans le Nord-Est de la France, en Lorraine, plus précisément dans le pays thionvillois. Elle a surtout été connue pour la sidérurgie qui existait dans la vallée de la Fensch, étant limitrophe de Hayange, berceau du fer et fief de la famille de Wendel.
| Algrange |          | Le Konacker |
| Fontoy   | Nilvange | Marspich    |
| Knutange |          | Hayange     |

### Hydrographie

#### Réseau hydrographique
La commune est située dans le bassin versant du Rhin au sein du bassin Rhin-Meuse. Elle est drainée par la Fensch.
La Fensch, d'une longueur totale de 15,2 km, prend sa source dans la commune de Fontoy et se jette  dans la Moselle à Illange, après avoir traversé huit communes.

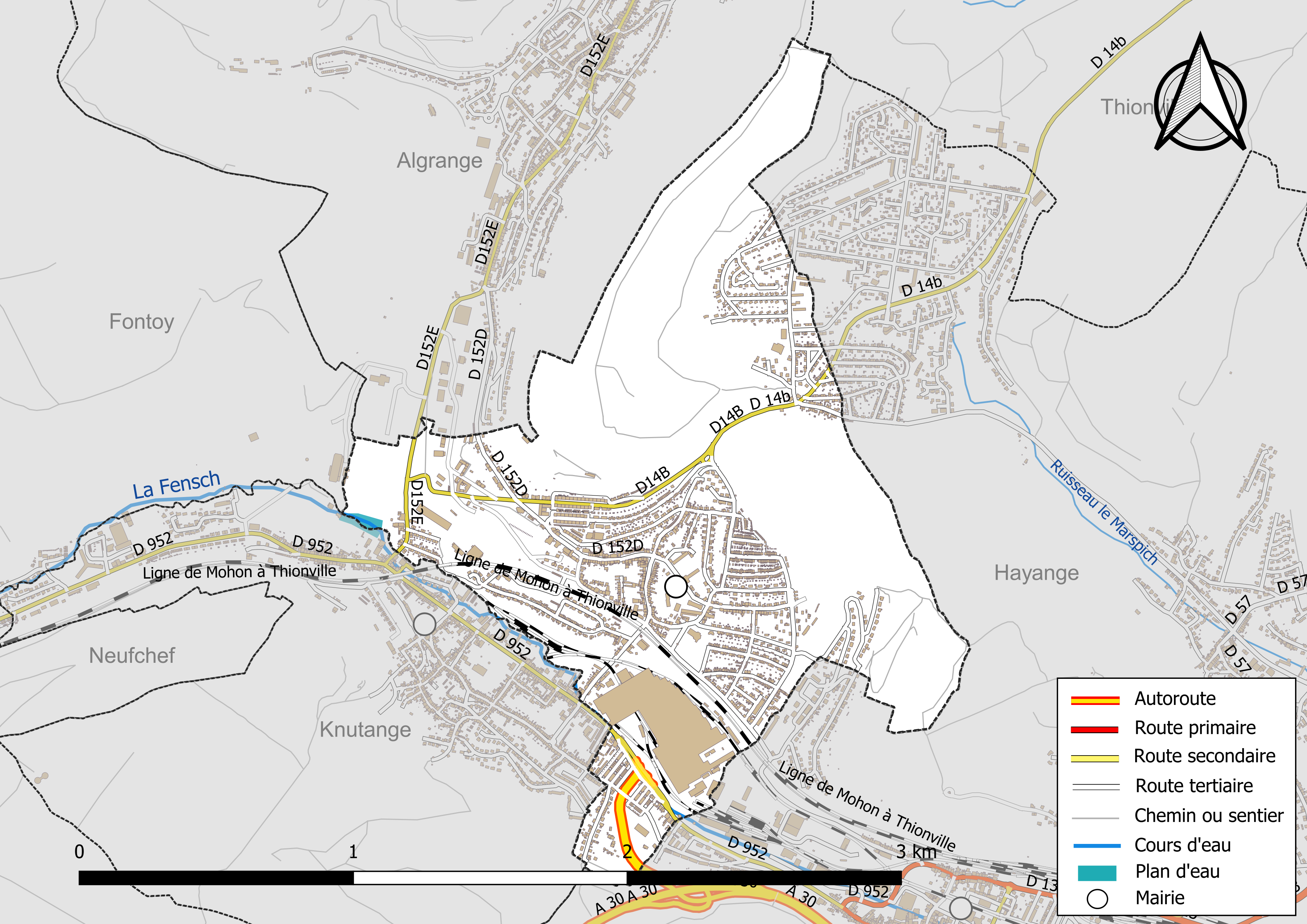
Réseaux hydrographique et routier de Nilvange.

#### Gestion et qualité des eaux
Le territoire communal est couvert par le schéma d'aménagement et de gestion des eaux (SAGE) « Bassin ferrifère ». Ce document de planification, dont le territoire correspond aux anciennes galeries des mines de fer, des aquifères et des bassins versants associés, d'une superficie de 2 418 km2, a été approuvé le 27 mars 2015. La structure porteuse de l'élaboration et de la mise en œuvre est la région Grand Est. Il définit sur son territoire les objectifs généraux d’utilisation, de mise en valeur et de protection quantitative et qualitative des ressources en eau superficielle et souterraine, en respect des objectifs de qualité définis dans le SDAGE  du Bassin Rhin-Meuse.
La qualité de la Fensch peut être consultée sur un site dédié géré par les agences de l’eau et l’Agence française pour la biodiversité.

### Climat
Pour des articles plus généraux, voir Climat du Grand Est et Climat de la Moselle.
En 2010, le climat de la commune est de type climat de montagne, selon une étude du Centre national de la recherche scientifique s'appuyant sur une série de données couvrant la période 1971-2000. En 2020, Météo-France publie une typologie des climats de la France métropolitaine dans laquelle la commune est exposée à un climat semi-continental et est dans la région climatique Lorraine, plateau de Langres, Morvan, caractérisée par un hiver rude (1,5 °C), des vents modérés et des brouillards fréquents en automne et hiver.
Pour la période 1971-2000, la température annuelle moyenne est de 9,4 °C, avec une amplitude thermique annuelle de 16,4 °C. Le cumul annuel moyen de précipitations est de 845 mm, avec 12,3 jours de précipitations en janvier et 9,2 jours en juillet. Pour la période 1991-2020, la température moyenne annuelle observée sur la station météorologique de Météo-France la plus proche, « Malancourt », sur la commune d'Amnéville à 11 km à vol d'oiseau, est de 10,2 °C et le cumul annuel moyen de précipitations est de 884,1 mm. 
La température maximale relevée sur cette station est de 39,3 °C, atteinte le 25 juillet 2019 ; la température minimale est de −17,9 °C, atteinte le 5 janvier 1985,,.
Les paramètres climatiques de la commune ont été estimés pour le milieu du siècle (2041-2070) selon différents scénarios d'émission de gaz à effet de serre à partir des nouvelles projections climatiques de référence DRIAS-2020. Ils sont consultables sur un site dédié publié par Météo-France en novembre 2022.

## Urbanisme

### Typologie
Au 1er janvier 2024, Nilvange est catégorisée grand centre urbain, selon la nouvelle grille communale de densité à sept niveaux définie par l'Insee en 2022.
Elle appartient à l'unité urbaine de Thionville, une agglomération intra-départementale regroupant douze  communes, dont elle est une commune de la banlieue,,. Par ailleurs la commune fait partie de l'aire d'attraction de Luxembourg (partie française), dont elle est une commune d'un pôle secondaire,. Cette aire, qui regroupe 115 communes, est catégorisée dans les aires de 700 000 habitants ou plus (hors Paris),.

### Occupation des sols
L'occupation des sols de la commune, telle qu'elle ressort de la base de données européenne d’occupation biophysique des sols Corine Land Cover (CLC), est marquée par l'importance des territoires artificialisés (68,1 % en 2018), en augmentation par rapport à 1990 (67,1 %). La répartition détaillée en 2018 est la suivante : 
zones urbanisées (44,8 %), forêts (25,1 %), zones industrielles ou commerciales et réseaux de communication (13,6 %), mines, décharges et chantiers (9,8 %), milieux à végétation arbustive et/ou herbacée (6,8 %). L'évolution de l’occupation des sols de la commune et de ses infrastructures peut être observée sur les différentes représentations cartographiques du territoire : la carte de Cassini (XVIIIe siècle), la carte d'état-major (1820-1866) et les cartes ou photos aériennes de l'IGN pour la période actuelle (1950 à aujourd'hui).

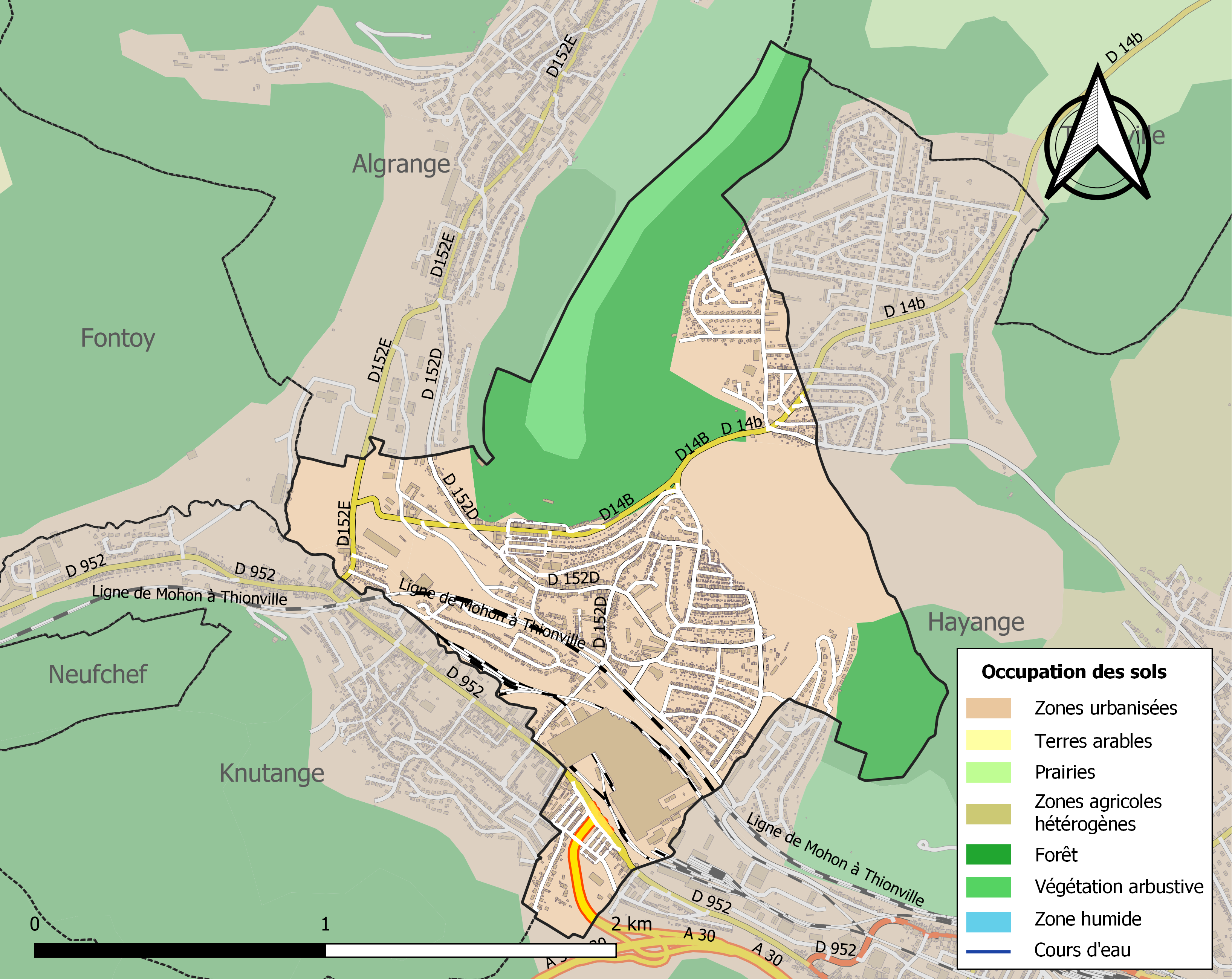
Carte des infrastructures et de l'occupation des sols de la commune en 2018 (CLC).

## Toponymie
- 821 : Nilfinga, 875 : Nilvengis, 1292 : Nilvinges, 1473 : Nielfingen, 1495 : Nylffingen, 1537 : Nilving, 1567-1568 : Nilfingen, 1756 : Nivange, 1871-1918 : Nilvingen.
- En allemand :  Nilwingen[17], en francique lorrain : Nilwéngen[18] et Nilwéng.

## Histoire
- Dépendait de l’ancien duché de Luxembourg, seigneurie de Florange.
- En 1817, Nilvange, village sur la Fensch, avait 123 habitants répartis dans dix-sept maisons.
- Faisait partie de la paroisse de Hayange jusqu’en 1860.

La commune prend son essor démographique avec la création de l'usine sidérurgique de Knutange (SMK après 1919), située en partie sur le ban de Nilvange : sa population passe de 620 à 5 800 habitant entre 1880 et 1910. La commune accueille alors le siège de l'entreprise.

Nilvange dans les années 1950

## Politique et administration

### Liste des maires
| Période                                  | Période   | Identité                 | Étiquette    | Qualité |
| ---------------------------------------- | --------- | ------------------------ | ------------ | --- |
| mars 1965                                | mars 2001 | Victor Madelaine         | PSU-PS       | Contremaître Conseiller général du canton d'Hayange (1967 → 1982) Conseiller général du canton d'Algrange (1982 → 1992) |
| mars 2001                                | mars 2014 | René Gori                | PS           | Directeur d'école Conseiller général du canton d'Algrange (2004 → 2015)                                                 |
| mars 2014                                | mai 2020  | Moreno Brizzi            | DVG          | Agent technique 6e vice-président de la CA Val de Fensch (depuis 2014)                                                  |
| mai 2020                                 | En cours  | Alexandra Rebstock-Pinna | CENTRE ECOLO | Professeure des écoles Conseillère départementale depuis 2021                                                           |
| Les données manquantes sont à compléter. |           |                          |              | |

## Population et société

### Démographie
L'évolution du nombre d'habitants est connue à travers les recensements de la population effectués dans la commune depuis 1793. Pour les communes de moins de 10 000 habitants, une enquête de recensement portant sur toute la population est réalisée tous les cinq ans, les populations de référence des années intermédiaires étant quant à elles estimées par interpolation ou extrapolation. Pour la commune, le premier recensement exhaustif entrant dans le cadre du nouveau dispositif a été réalisé en 2005.

En 2022, la commune comptait 4 375 habitants, en évolution de −8,05 % par rapport à 2016 (Moselle : +0,52 %, France hors Mayotte : +2,11 %).
| 1793 | 1800 | 1806 | 1821 | 1836 | 1841 | 1861 | 1866 | 1871 |
| ---- | ---- | ---- | ---- | ---- | ---- | ---- | ---- | ---- |
| 121  | 85   | 104  | 163  | 185  | 189  | 296  | 310  | 273  |

| 1875 | 1880 | 1885 | 1890 | 1895 | 1900  | 1905  | 1910  | 1921  |
| ---- | ---- | ---- | ---- | ---- | ----- | ----- | ----- | ----- |
| 452  | 620  | 805  | 736  | 789  | 3 267 | 4 359 | 5 795 | 6 256 |

| 1926  | 1931  | 1936  | 1946  | 1954  | 1962  | 1968  | 1975  | 1982  |
| ----- | ----- | ----- | ----- | ----- | ----- | ----- | ----- | ----- |
| 7 490 | 8 450 | 7 593 | 7 257 | 8 021 | 9 337 | 8 136 | 7 018 | 5 944 |

| 1990  | 1999  | 2005  | 2006  | 2010  | 2015  | 2020  | 2022  | - |
| ----- | ----- | ----- | ----- | ----- | ----- | ----- | ----- | - |
| 5 583 | 5 286 | 5 052 | 5 019 | 4 839 | 4 796 | 4 430 | 4 375 | - |

### Enseignement
- école maternelle Les Crayons magiques
- école élémentaire George-Brucker

## Culture locale et patrimoine

### Lieux et monuments
- Découverte d’un vase en terre signé « Vanero ».
- Maison de maître, demeure des directeurs successifs de la Société Métallurgique de Knutange (SMK), construit au début du XXe siècle, entouré d’un jardin à l’anglaise dans l'esprit de ceux de la fin du siècle précédent.
- Parc du Château, classé jardin de France.
- Pigeonnier.
- Pelouse calcaire protégée par le Conservatoire d'espaces naturels de Lorraine.

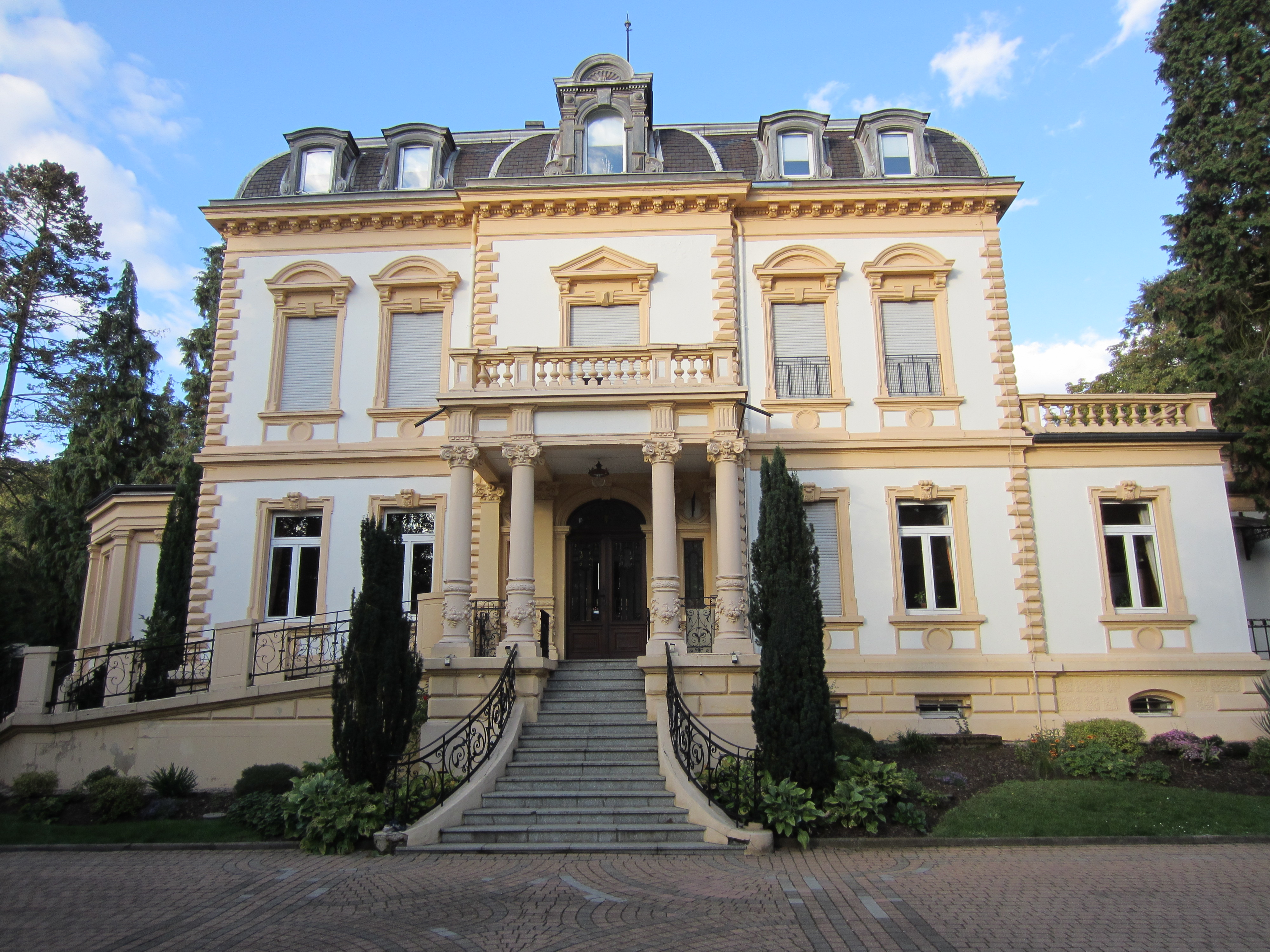
Maison de maître, demeure des directeurs de la SMK.
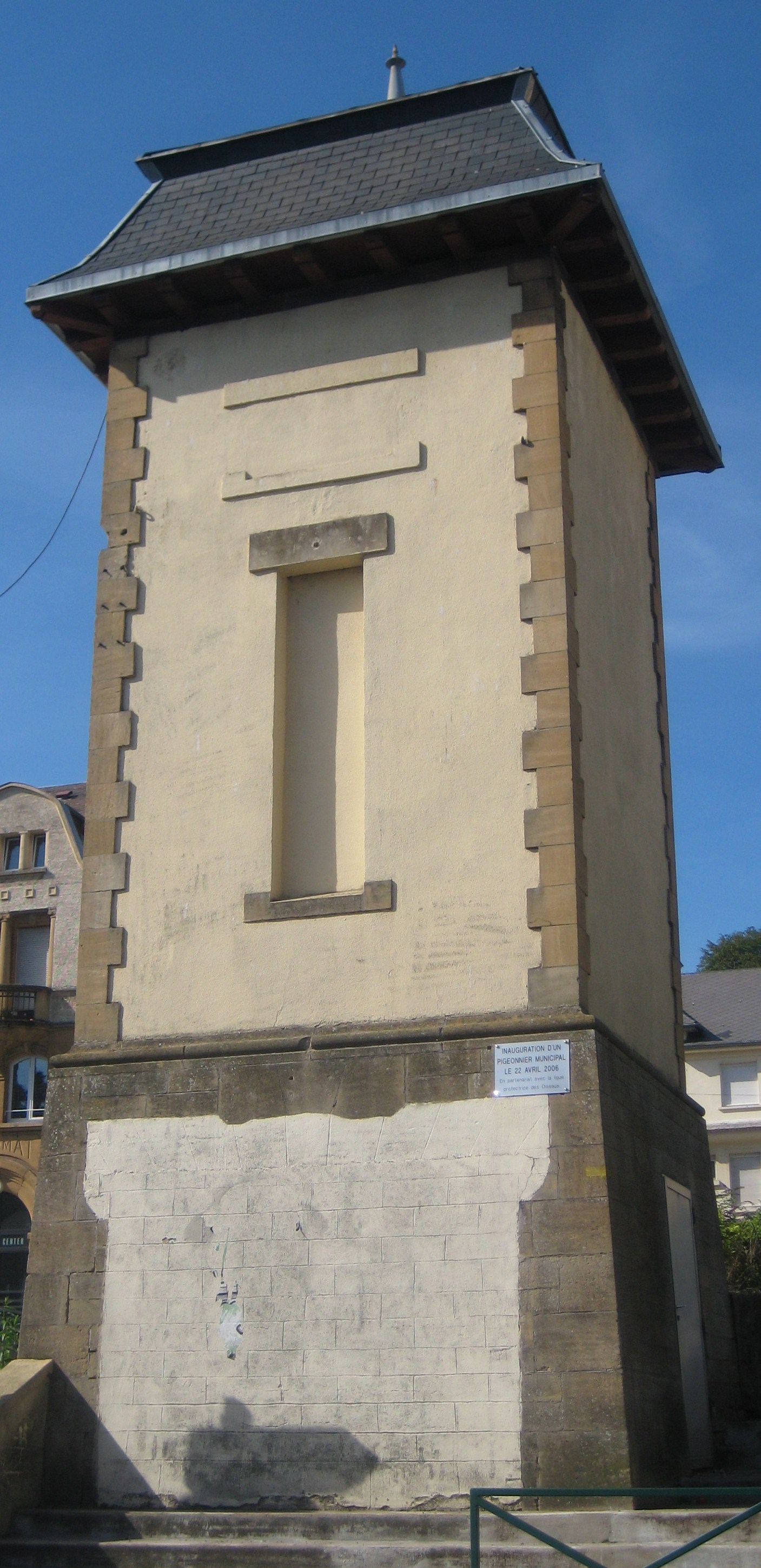
Pigeonnier.
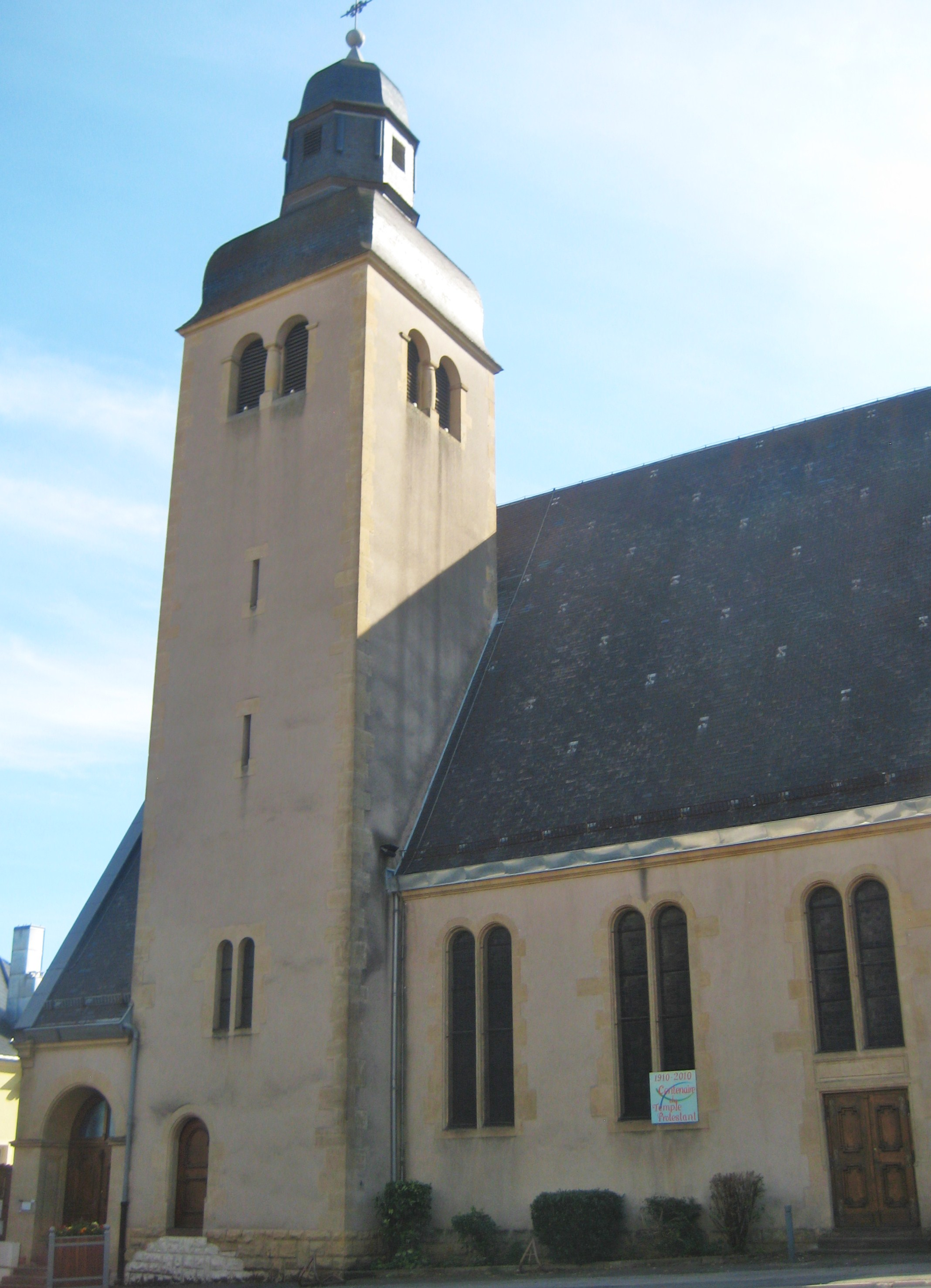
Temple protestant réformé.
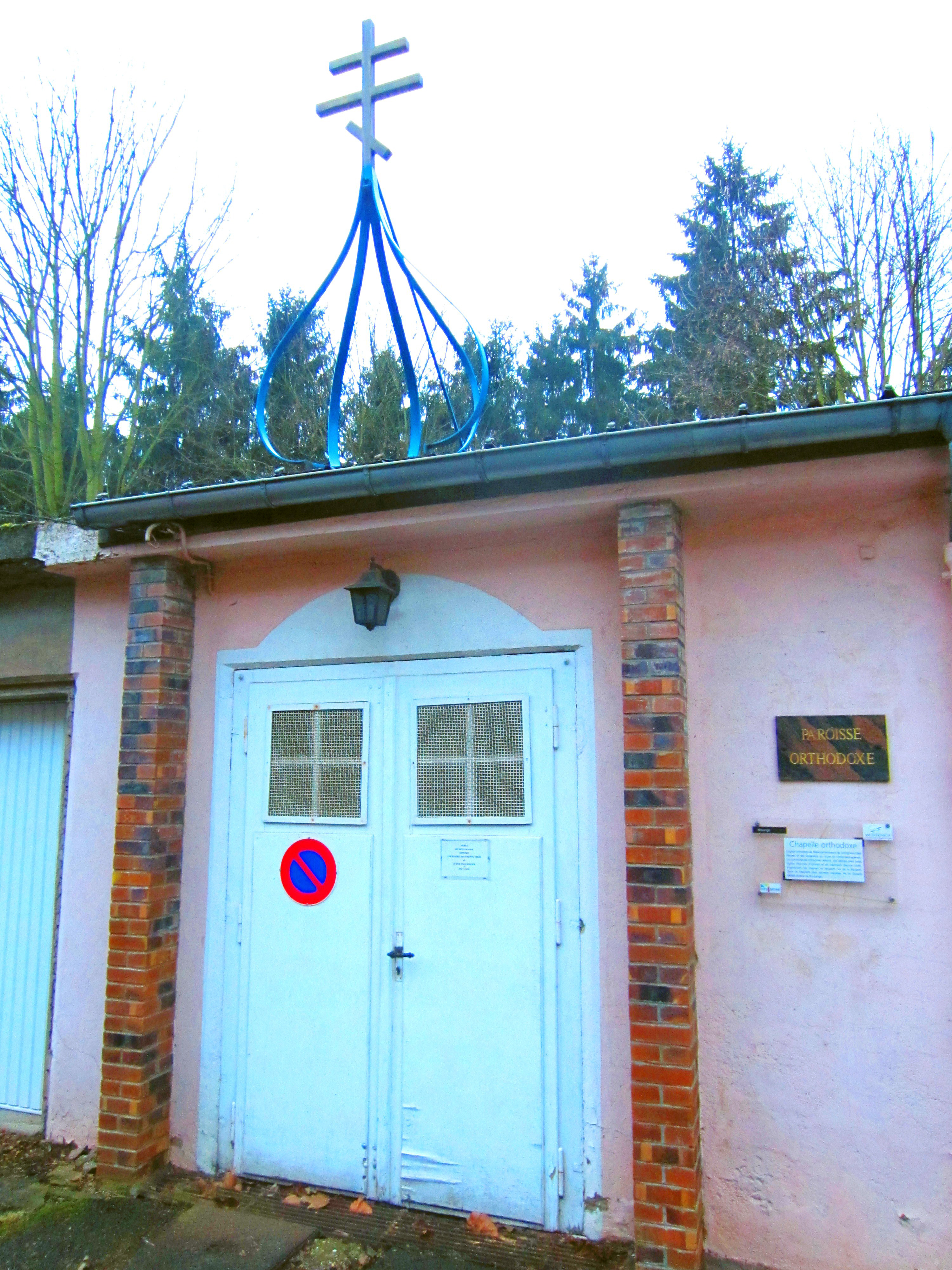
Église orthodoxe de la Sainte-Trinité – Saint-Nicolas.
Chapelle du Konacker.

#### Édifices religieux
- Église (première église) construite en 1908, détruite en 1914.
- Église Saint-Jacques de 1925 (deuxième église) : statue de saint Jacques du XVe siècle.
- Temple protestant réformé, rue Joffre construit entre 1909 et 1910.
- Église orthodoxe russe de la Sainte-Trinité – Saint-Nicolas, 22, rue de Verdun, construite pour les ouvriers d'origines russe et ukrainienne, installée en 1946 en remplacement de l'ancienne qui se trouvait depuis 1925 dans la rue des Vosges. Sur le toit se trouve une croix orthodoxe. Elle est aujourd'hui rattachée au Vicariat de tradition russe auprès de la Métropole de France[23], une juridiction du Patriarcat œcuménique de Constantinople.
- Chapelle du Konacker XXe siècle.

### Personnalités liées à la commune
- Frédéric Weis, joueur professionnel de basket-ball.
- Vincent Warnier, organiste.
- René Schwartz
- Rachid Arhab, journaliste.

### Héraldique
| Blason de Nilvange | Blason  | D'argent au lion de gueules, à la bordure du même, en sautoir deux marteaux d'azur brochant sur le tout. |
| Blason de Nilvange | Détails | Le statut officiel du blason reste à déterminer.                                                         |